# 바트 여단
바트 여단(아랍어: كتائب البعث)은 시리아의 수니파 무슬림들을 주축으로 구성된 시리아 바트당 당원들로 구성된 의용군 민병대이다.
2012년 여름 반란군이 알레포 동부 지역의 대부분을 차지한 이후에 힐랄 힐랄(Hilal Hilal)의 지휘 하에 알레포에 세워졌다. 처음에는 바트 여단이 정부 건물 및 기타 주요 시설을 지키는 것이 주요 임무였으나, 2012년 11월 5,000명에서 2013년 12월 7,000명으로 증가하면서 그 역할이 확대되었다.
군단은 라타키아와 타르투스에서도 조직되었다. 2013년 말 여단은 다마스쿠스에 배치되기 시작하여 검문소 검문을 수행했다.

## 같이 보기
- 바트당 (시리아)